# IBM Z
| IBM 메인프레임의 역사 (1952년~현재) | IBM 메인프레임의 역사 (1952년~현재) |
| 출시 제품                           | 구조                                |
| ----------------------------------- | ----------------------------------- |
| 700/7000 시리즈                     | 다양함                              |
| 시스템/360                          | 시스템/360                          |
| 시스템/370                          | 시스템/370                          |
| 시스템/370                          | S/370-XA                            |
| 시스템/370                          | ESA/370                             |
| 시스템/390                          | ESA/390 (ARCHLVL 1)                 |
| z시리즈 900, 800, 990, 890          | z/아키텍처 (ARCHLVL 2)              |
| 시스템 z9                           | z/아키텍처 (ARCHLVL 2)              |
| 시스템 z10                          | z/아키텍처 ARCHLVL 3                |
| z엔터프라이즈 시스템                | z/아키텍처 ARCHLVL 3                |
| v • d • e • h                       |                                     |

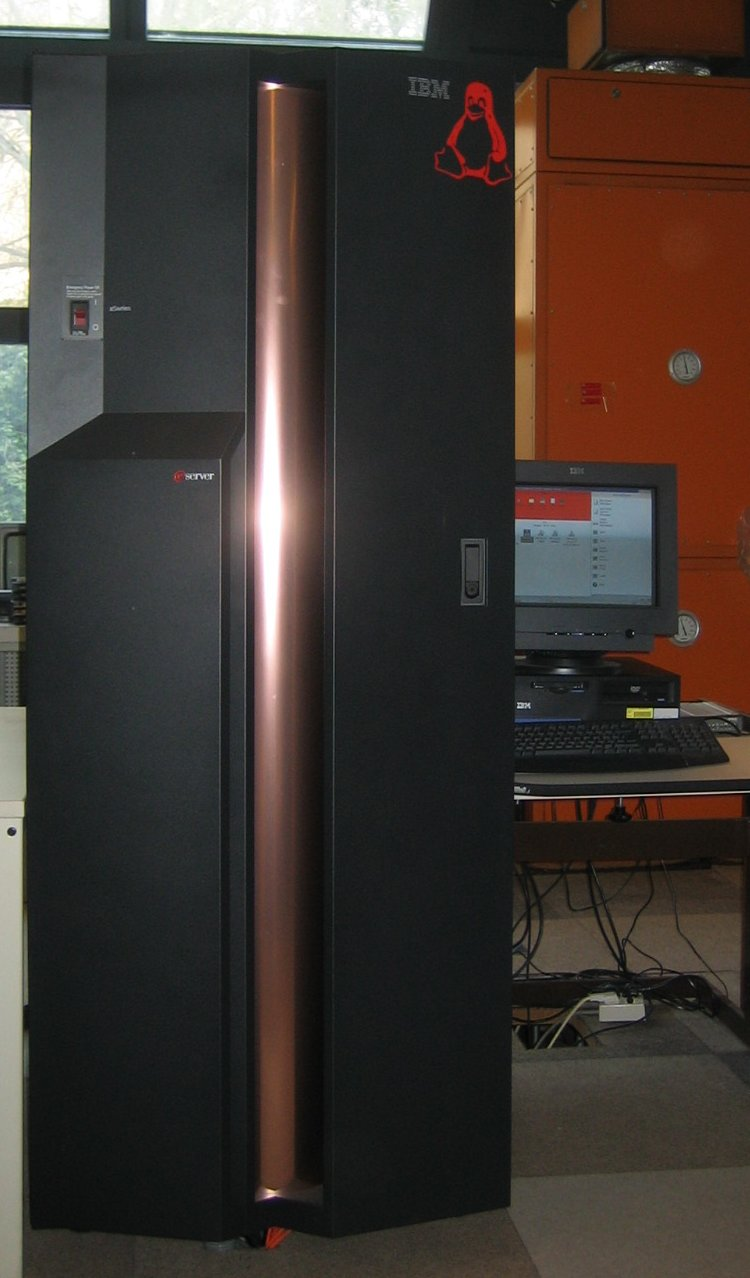
리눅스를 구동 중인 IBM zSeries 800 (왼쪽)

IBM 시스템 z(IBM System z)는 IBM이 사용하는 계열 이름의 하나로, 메인프레임 컴퓨터 전반을 아우른다. 2000년, IBM은 기존의 시스템/390이라는 이름을 IBM eServer zSeries로 변경하였으며, 여기서 e는 IBM의 빨간 상표 기호를 가리킨다. 어떠한 머신의 이름도 시스템/390으로 인해 변경되진 않았으므로, zSeries는 z900과 z990 세대의 메인프레임만을 가리키는 것이 일반화되었다. 2006년 4월, 다른 세대의 제품들과 더불어 공식 계열 이름이 IBM 시스템 z로 변경되었고, 오늘날에는 앞서 언급된 두 개의 구형 IBM eServer zSeries, IBM 시스템 z9 모델, IBM 시스템 z10 모델, 신규 IBM zEnterprise를 포함한다. z시리즈, 시스템 z, zEnterprise 계열의 z는 제로 다운타임(zero downtime)을 가리킨다. 이 시스템들은 지속적인 운영을 보장하는 핫 페일오버가 가능한 여분의 부품들로 조립된다. 시스템 z 계열은 완전한 하위 호환성을 유지한다. 그 결과 현재의 시스템들은 1964년에 발표된 시스템/360과 1970년대부터의 시스템/370의 계통을 그대로 이어받는다. 이러한 시스템들에 맞추어 작성된 수많은 응용 프로그램들은 40년이 지난 최신의 시스템 z에서도 수정 없이 그대로 실행이 가능하다.

## 모델 목록
아래의 모델 목록은 최근의 시기부터 나열되어 있다.
zEnterprise 시스템 메인프레임:
- zEnterprise BC12 (2828 머신 타입)
- zEnterprise EC12 (2827 시리즈)
- zEnterprise 114 (2818 시리즈)
- zEnterprise 196 (2817 시리즈)

시스템 z10 메인프레임:
- z10 비즈니스 클래스 (2098 시리즈)
- z10 엔터프라이즈 클래스 (2097 시리즈)

시스템 z9 메인프레임:
- z9 비즈니스 클래스 (2096 시리즈)
- z9 엔터프라이즈 클래스 (2094 시리즈)

z시리즈 메인프레임:
- z890 (2086 시리즈)
- z990 (2084 시리즈)
- z800 (2066 시리즈)
- z900 (2064 시리즈)

더 오래된 S/390 IBM 메인프레임 서버들은 이곳에 나열되지 않는데, 과거 S/390 호환 버전의 z/OS에 대한 지원이 2007년 3월 31일 중단되었기 때문이다.

## 같이 보기
- z/OS
- z/VM

## 참조
1. ↑  IBM Corporation. “IBM System z9 Enterprise Class Update (formerly System z9 109) Frequently Asked Questions” (PDF). 2007년 10월 23일에 확인함.[깨진 링크(과거 내용 찾기)]
2. ↑  Selecting System z operating environments: Linux or z/OS?
3. ↑  “Mainframe strength: Continuing compatibility”. 《z/OS basic skills information center》. IBM. 2012년 10월 12일에 확인함.[깨진 링크(과거 내용 찾기)]
4. ↑  End of Support for z/OS 1.4 and z/OS 1.5 is Approaching